# Sevillana de Bonis
La Sevilliana, op. 125, est une œuvre de la compositrice Mel Bonis, datant de 1927.

## Composition
Mel Bonis compose sa Sevilliana pour piano. L'œuvre, dédiée à Santiago Riera, pianiste et professeur au Conservatoire de Paris, est publiée aux éditions Eschig en 1928. Elle est rééditée en 2004 par les éditions Furore.

## Réception
L'œuvre est jouée le 26 février 1927 lors d'un concert qui est lié à la création du Quatuor avec piano no 2 et de sa Suite pour piano et violon, mais aussi de Salomé et de Mélisande. La pièce est alors jouée par Marguerite Moreau-Leroy.

## Éditions disponibles
- Sevillana, éd. Eschig, 1928 ;
- Œuvres pour piano, volume 4, pièces de concert, éd. Furore, 2004.

## Discographie
- Femmes de légende, par Maria Stembolskaia (piano), Ligia Digital LIDI 0103214-10, 2010, (OCLC 718391726)

## Sources
- Christine Géliot, Mel Bonis : femme et compositeur, 1858-1937, L'Harmattan, 2009 (ISBN 978-2-296-09409-3 et 2-296-09409-0, OCLC 690428359, lire en ligne)
- Étienne Jardin, Mel Bonis (1858-1937) : parcours d'une compositrice de la Belle Époque, 2020 (ISBN 978-2-330-13313-9 et 2-330-13313-8, OCLC 1153996478, lire en ligne)